# Bibimbap
Bibimbap (비빔밥) es un plato popular de la gastronomía de Corea, Literalmente significa “arroz mezclado” o “comida mezclada”. Consiste en un cuenco de arroz con vegetales y carne encima. Al momento de comerlo se deben revolver los ingredientes y agregarles aceite de sésamo y gochujang (pasta de pimiento picante rojo). Usualmente se sirve junto a una sopa y otro plato de acompañamiento.